# 赵爱华
赵爱华（1963年—），山东苍山人，汉族，中华人民共和国政治人物、第十二届全国人民代表大会山东地区代表。
毕业于山东大学有机化学专业。加入九三学社。2013年，担任全国人大代表。